# إسبدريل

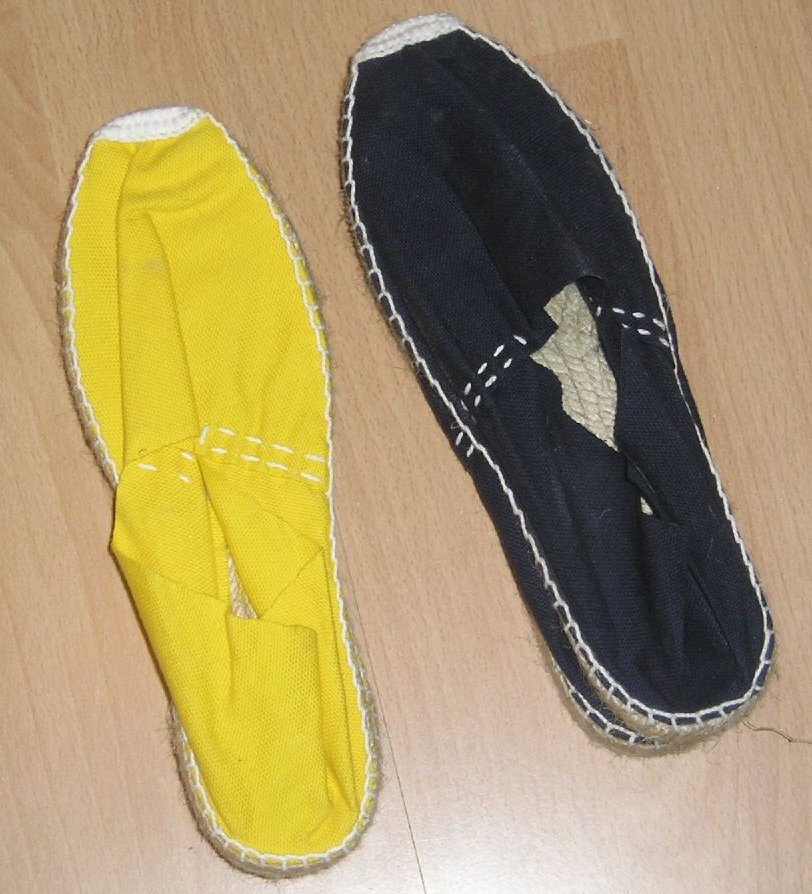

الإسبَدْرِيل أو الجِفال  هو حذاء صيفي رياضي من الخيش الخشن ونعلته من النسيج المضفور. وغالبًا ما تكون مسطحة، وفي بعض الأحيان تكون ذات كعب عالي. حذاء صيفي من الخَيْش الخشن ونعْلته من النسيج المضفور. سُمّي بذلك لخفّته لأنّ لابسه يجفل به أي يُسرع يُقال: جفل إذا أسرع.